# Водяне (Полтавський район)
Водяне́ — село в Україні, у Чутівській селищній громаді Полтавського району Полтавської області. Населення становить 167 осіб. Орган місцевого самоврядування — Чутівська селищна рада.

## Географія
Село Водяне знаходиться за 3 км від правого берега річки Коломак, за 1,5 км від села Кантемирівка. По селу протікає пересихаючий струмок з загатою.

## Історія
12 червня 2020 року, відповідно до розпорядження Кабінету Міністрів України № 721-р «Про визначення адміністративних центрів та затвердження територій територіальних громад Полтавської області», село увійшло до складу Чутівської селищної громади.

19 липня 2020 року, в результаті адміністративно — територіальної реформи та ліквідації Чутівського району, село увійшло до складу новоутвореного Полтавського району.